# Stéphane Pétilleau
Stéphane Pétilleau (Château-du-Loir, 17 febbraio 1971) è un ex ciclista su strada francese.

## Palmarès

### Strada
- 1994 (Dilettanti, tre vittorie)

Ronde du Pays basque
Tro-Bro Léon
Paris-Connerré
- 1995 (Castorama, una vittoria)

Duo Normand (con Emmanuel Magnien)
- 1999 (Jean Floc'h-Mantes, due vittorie)

8ª tappa Tour de Bretagne (Saint-Georges-de-Gréhaigne > Dinan)
Classifica generale Boucles de la Mayenne
- 2000 (Jean Floc'h-Mantes, una vittoria)

Classifica generale Boucles de la Mayenne
- 2001 (Jean Floc'h-Mantes, cinque vittorie)

Tour du Morbihan
Grand Prix de Luneray
Prix d'Armorique
4ª tappa Trois Jours de Cherbourg (Équeurdreville-Hainneville > Cherbourg)
Classifica generale Tour de Seine-Maritime
- 2002 (VC Roubaix Lille Métropole, due vittorie)

Grand Prix du Pays d'Aix
1ª tappa Tour de Moselle
- 2003 (VC Roubaix Lille Métropole, tre vittorie)

2ª tappa Trois Jours de Cherbourg (Octeville > Octeville)
Classifica generale Trois Jours de Cherbourg (Équeurdreville > Cherbourg)
Grand Prix des Marbriers
- 2004 (VC Roubaix Lille Métropole, due vittorie)

Tarbes-Sauveterre
Grand Prix de Beuvry-la-Forêt
- 2005 (Bretagne-Jean Floc'h, quattro vittorie)

3ª tappa Tour de Normandie (Elbeuf > Flers)
2ª tappa Tour de Bretagne (La Chapelle-des-Marais > Auray)
Classifica generale Tour de Bretagne
2ª tappa Route du Sud (Muret > Saint-Gaudens)
- 2006 (Bretagne-Jean Floc'h, tre vittorie)

4ª tappa Étoile de Bessèges (Allègre-les-Fumades > Allègre-les-Fumades)
8ª tappa Tour de Normandie (Bagnoles-de-l'Orne > Caen)
Trio Normand (con David Le Lay e Noan Lelarge)
- 2007 (Bretagne Armor Lux, una vittoria)

Tour du Labourd

#### Altri successi
- 2004 (VC Roubaix Lille Métropole)

Grand Prix Gilbert Bousquet

## Piazzamenti

### Grandi Giri
- Giro d'Italia

1995: fuori tempo massimo (8ª tappa)
1996: 55º
- Vuelta a España

1997: ritirato (20ª tappa)
1998: ritirato (7ª tappa)